# Juan Ferrando
Juan Ferrando (n. 2 ianuarie 1981 în Barcelona) este un antrenor de fotbal spaniol, care în prezent activează la clubul grec Ergotelis.